# Ferrari Dino 166 F2
Ne doit pas être confondu avec Ferrari 166 F2.
Chronologie des modèles (1967 à 1969)
La Ferrari Dino 166 F2 est une monoplace de Formule 2 engagée par la Scuderia Ferrari en compétition lors des Championnats d'Europe de Formule 2 1967, 1968 et 1969.
Cette voiture a été produite en sept exemplaires dont trois ont été transformés en Dino 246 Tasmania.

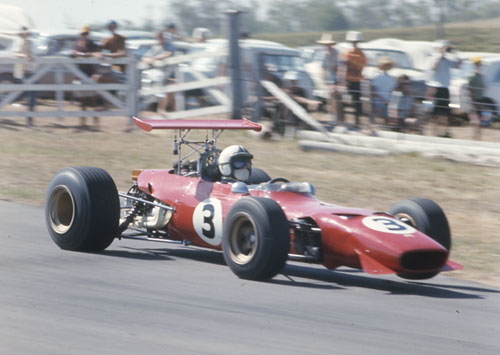
Ferrari Dino 246 Tasmania (1969).

## Historique
Avant de lancer ce modèle, la Scuderia Ferrari était engagée dans plusieurs compétitions importantes, la Formule 1 et le Sport-prototype.
La compétition automobile Formule 2, a été créée en 1948 et réservée aux moteurs de 2 litres de cylindrée, remplacera le championnat du monde de Formule 1 en 1952 et 1953 avant de disparaître en 1954. Durant cette période, Ferrari imposera sa suprématie absolue. La Formule 2 réapparait entre 1957 à 1960, avec des moteurs de 1 500 cm3, cylindrée récupérée en 1961 par la Formule 1 ce qui verra la F2 disparaitre à nouveau jusqu'en 1963 pour renaître de façon éphémère entre 1964 et 1966 avec des voitures équipées d'un moteur de 1 000 cm3 avant d'être remplacée, en 1967, par le championnat d'Europe de Formule 2 qui durera jusqu'en 1971 avec les règles suivantes :
- monoplace d'un poids maximum de 450 kg ;
- moteur 6-cylindres de 1,6 L de cylindrée.

Pour cette nouvelle version de la compétition Formule 2 créée pour la saison 1967, le Commendatore Ferrari voulut absolument y participer et engager une voiture. Pour cela, il imposa à ses ingénieurs de concevoir et réaliser la Dino 166 F2 qui sera présentée le 25 février de la même année où se tenait à Turin l'exposition mondiale des voitures de course. Les ingénieurs de Ferrari durent réaliser la nouvelle voiture en seulement deux mois.
Le moteur qui équipait la voiture était le moteur baptisé « Dino » dont l'étude avait été lancée par le fils d'Enzo Ferrari, décédé prématurément à l'âge de 34 ans d'une grave maladie génétique. Ce moteur était assez particulier dans le monde Ferrari car bien que comportant six cylindres en V, l'angle était de 65°. Il semble qu'il ait été conçu ainsi pour diminuer son encombrement. À l'origine, le moteur monté sur ce modèle disposait d'une distribution avec trois soupapes par cylindre. Cette configuration ne sera maintenue que durant la 1re saison de compétition (1967) car, dès 1968, le développement du moteur porta le nombre de soupapes à quatre.
À la fin des années 1960, le règlement de la Formula 2 imposa que les moteurs utilisés dans les voitures de course soient dérivés de moteurs équipant des modèles de série fabriqués au moins à cinq cents exemplaires. Ce seuil excessivement élevé était impossible à respecter par Ferrari seul vu la faible quantité de modèles de série fabriqués chaque année. C'est pourquoi le Commendatore fit les démarches auprès de l'Avv. Gianni Agnelli, alors grand patron de l'empire Fiat, pour nouer un accord de coopération dans le but de produire un modèle utilisant un moteur commun d'origine Ferrari, et plus précisément le « Dino ». C'est ainsi que sont nées les Fiat Dino Spider et Coupé.
Le nouveau moteur qui équipait les Fiat Dino et Dino 206 GT fut naturellement utilisé sur la Dino 166 F2 de course, retravaillé pour en faire un moteur de compétition. Cette première collaboration entre les deux constructeurs, aux vocations et ambitions littéralement opposées, fut des plus bénéfiques pour chacun d'eux et marqua le début d'étroites relations qui conduisirent au rachat du constructeur Ferrari par le groupe Fiat.
Le système de désignation du modèle Ferrari respecta la tradition en utilisant la cylindrée du moteur 1,6 litre et le nombre (six) de cylindres pour arriver à l'appellation « Dino 166 », le complément F2 signifiant simplement « Formule 2 ».
Face à l'intérêt limité des compétitions de Formule 2 qui changea la cylindrée imposée des moteurs en 1972 pour passer aux 2 litres avant d'être abandonnée en 1984, Ferrari se retira au cours de la saison 1969.

## Compétitions

### 1967
En 1967, pour sa première participation à une compétition de Formule 2, la Scuderia Ferrari participa au Grand Prix de France 1967 sur le circuit de Rouen-les-Essarts. La voiture, pilotée par l'Anglais Jonathan Williams, part en treizième position sur la grille de départ, mais après avoir opéré une belle remontée doit se retirer à la suite de problèmes mécaniques. Ce sera la seule participation de la saison, Ferrari préférant concentrer ses efforts aux autres compétitions plutôt que de développer la voiture de cette catégorie.

### 1968
C'est avec la saison 1968 que Ferrari va engranger plusieurs victoires au championnat d'Europe de Formule 2 1968. Son pilote principal, Tino Brambilla s'impose à Hockenheimring (Grand Prix de Baden-Württemberg) et sur le circuit de Vallelunga (Grand Prix de Rome 1968). Lors de cette course, Ferrari réalisa même un doublé, grâce à l'autre Dino 166 F2 engagée et pilotée par Andrea De Adamich.
Deux voitures ont également été engagées à la Temporada Argentina 1968, pilotées par De Adamich et Brambilla. La Dino 166 F2 s'imposa dans trois courses sur les quatre de la compétition. De Adamich, en particulier, remporta la deuxième et la troisième course, ce qui lui a permis de remporter la Temporada.

### 1969
Ferrari engagea également la Dino 166 F2 au championnat d'Europe de Formule 2 1969 mais, à la suite du faible intérêt porté à ces compétitions par rapport à la Formule 1 et aux résultats de sa voiture, Ferrari décide de se retirer de la Formule 2 et de concentrer tous ses efforts sur les autres compétitions automobiles. À noter toutefois que si aucune Dino 166 F2 n'a remporté de Grand Prix en 1969, ses pilotes se sont toujours placés entre la seconde et la sixième place. Ce n'était manifestement pas suffisant pour le Commendatore.
Ce moteur V6 "Dino" poursuivra sa carrière en compétition F2 notamment en 1977 et 1978 où il fut largement utilisé sur des châssis Chevron et Ralt.

## Participations de la Scuderia Ferrari en Formule 2
- 1948–51 : 166 F2
- 1951–53 : 500 F2
- 1953 : 553 F2
- 1957–60 : Dino 156 F2
- 1967–69 : Dino 166 F2